# Жверинас (район Вільнюса)
Жверинас (лит. Žvėrynas) — один з районів Вільнюса. Розташовується на північний захід від центральної частини міста на правому березі річки Няріс.
Двома мостами з'єднується з центральною частиною міста і пішохідним мостом з парком Вінгіс. Відрізняється малоповерховими забудовами і великою кількістю зелених масивів. Тут розташовуються католицький костел Непорочного Зачаття Пресвятої Діви Марії, православна церква ікони Божої Матері «Знамення», караїмська кенаса і кілька посольств.

## Історія

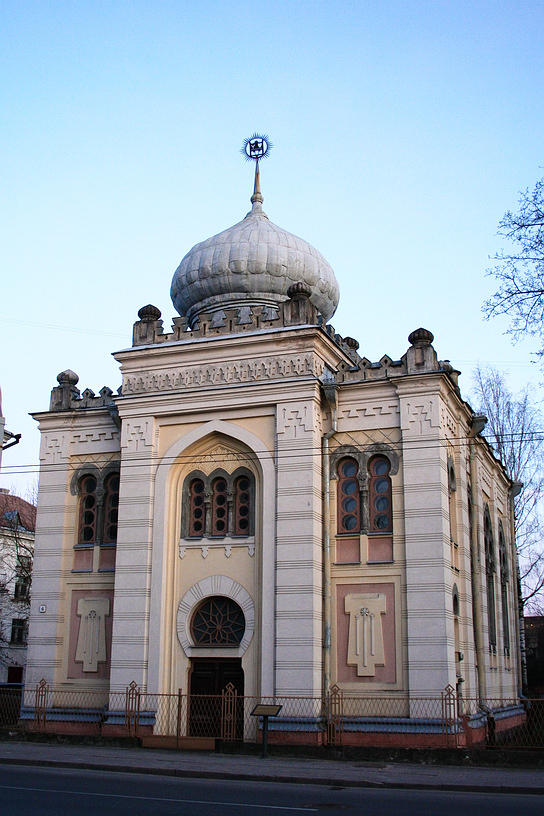
Вільнюська кенаса

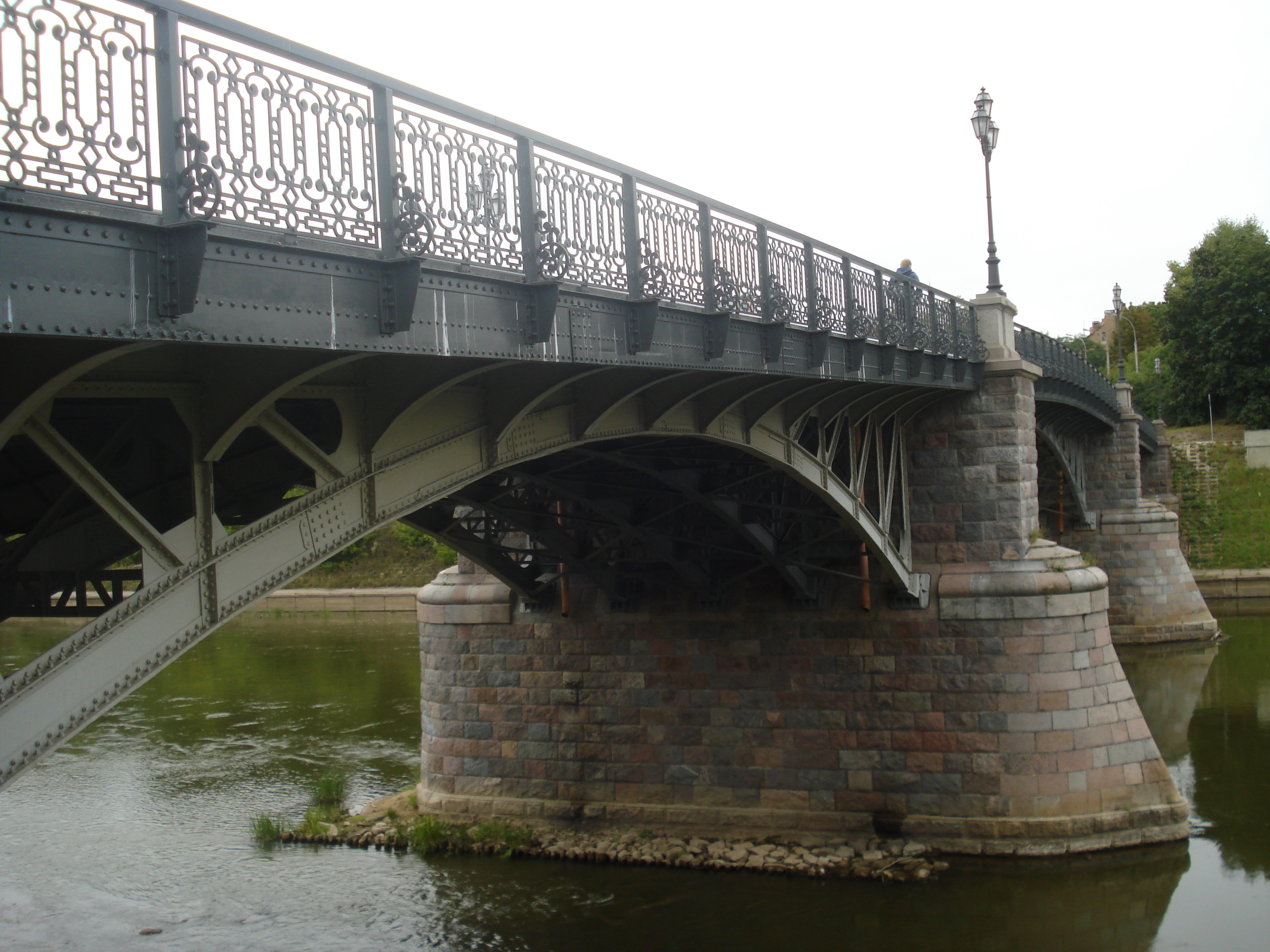
Жвиринський міст

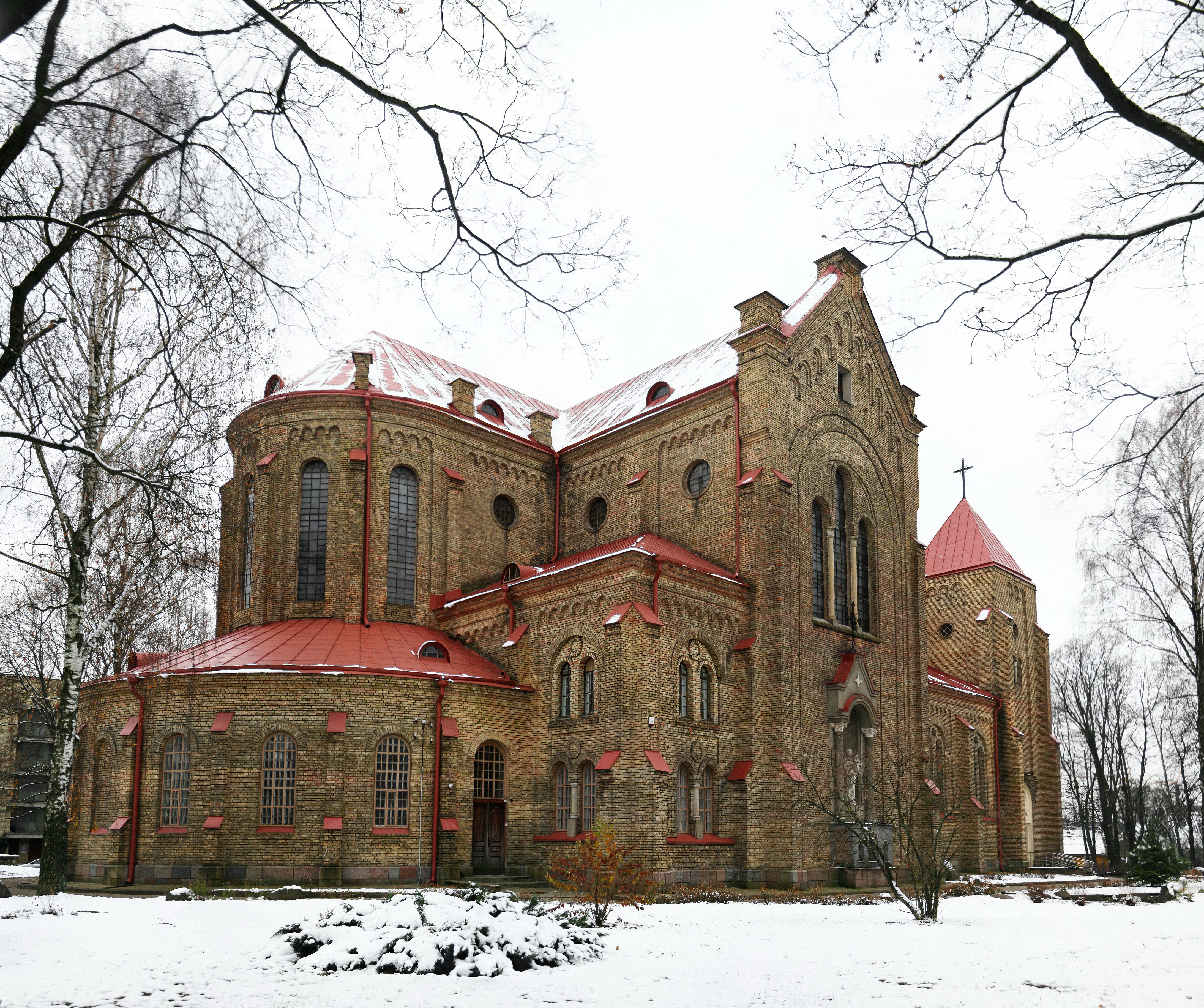
Костел Непорочного Зачаття Пресвятої Діви Марії

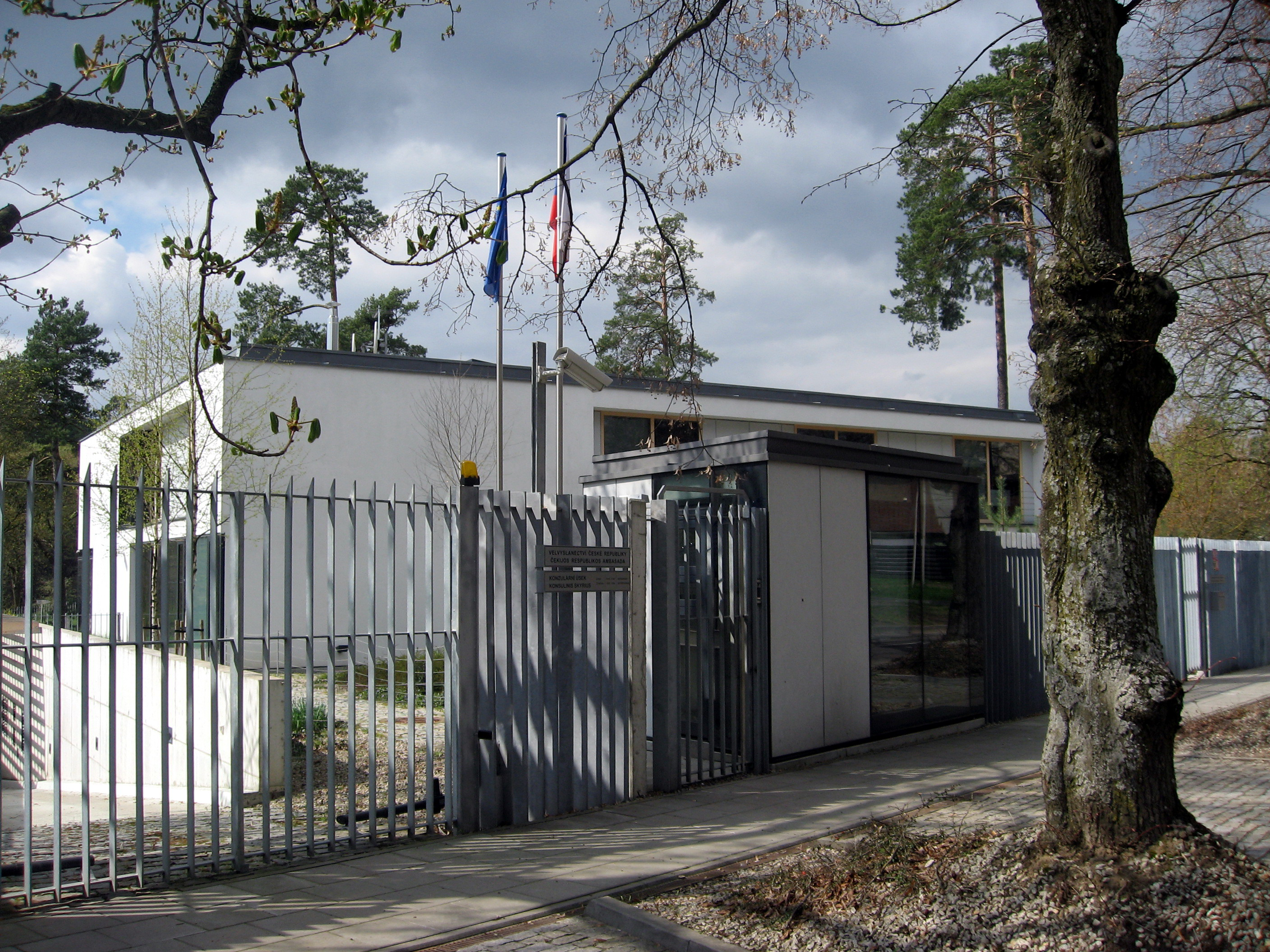
Посольство Чехії

У XVI столітті в цій місцевості перебували мисливські угіддя князів Радзивіллів; цим пояснюється назва. З середини XIX століття тут почали будуватися житлові будинки. У 1893 власник Жвиринаса (Олександрії, як тоді називалася ця місцевість) В. Мартінсон поділив територію, що йому належала, на ділянки, призначені на продаж. У цій місцевості почали з'являтися кам'яні і дерев'яні житлові будинки і літні дачі. У зв'язку з цінами на земельні ділянки, дозволити собі житло в цьому районі могли лише заможні жителі міста.
Перший дерев'яний міст з'єднав Олександрію з містом на лівому березі річки в 1892 (за іншими відомостями в 1901). Нинішній залізний міст довжиною 91 м на кам'яних опорах був споруджений в 1906.
У грудні 1900 Міська Дума ухвалила рішення придбати Жверинас. У липні 1901 Жверинас був проданий Вільні.
У 1903 була побудована Знаменська церква, яка розташувалася на високому пагорбі неподалік від моста.
У 1922 на південь від нинішньої вулиці Міцкявічяус була побудована караїмська кенаса (вул. Любарта, 6).
У 1927–1935 в Жверинасі діяла перша вільнюська радіостанція — Віленська станція Польського радіо.
Після Другої світової війни на Жверинасі з'явилися великі багатоквартирні житлові будинки, дві середні школи, будівлі технологічного та сільськогосподарського технікумів, взуттєва фабрика «Вікторія» (пізніше стала частиною шкіряно-взуттєвого комбінату імені П. Ейдукявічюса). У 1949 на вулиці Бірутес розташувалася Литовська кіностудія. У 1957 тролейбусна лінія (маршрут № 1) з'єднала район із залізничним вокзалом, в 1958 — з Антакальнісом (маршрут № 3).
На вулиці Малоньойі в будинку № 17 до своєї смерті жив литовський поет Людас Ґіра. У цьому ж будинку жив і помер литовський прозаїк Йонас Марцинкявічюс. Деякий час на Жверинасі жив литовський композитор Стасис Шимкус.

## Загальна характеристика
Район розкинувся між будівлями Вільнюського педагогічного університету і зеленими пагорбами Каролінішкес. Крім житлових будинків, тут знаходяться найбільша в Литві кондитерська фабрика «Пяргале» (з 1952) і найбільший в країні молочний комбінат (з 1953).
Старий міст, який з'єднує Георгіївський проспект (нині проспект Гедиміна) з нинішньою вулицею Міцкявічяуса, за проектом інженера В. Персона і В. Малиновського, був побудований в березні 1907, варшавською фірмою «Рудзікіс і К». Сьогодні міст призначений для руху пішоходів і легкових автомобілів. Для руху громадського транспорту і вантажних автомобілів використовується новий міст, побудований нижче по річці в 1987 (міст Любартаса, званий також новим жверинаським мостом).
На вулиці Бірутес 16 знаходиться посольство Чехії, на вулиці Бірутес 20а / 35 — посольство Казахстан; на вулиці Міцкявічяус 4а — посольство Естонії, на вулиці Вітауто 1 — посольство Італії.
За даними перепису населення Литви 2001, населення Жверинаса налічувало 12188 чоловік, національний склад:
| Національність | Частка від усього населення | Частка від усього населення |
| -------------- | --------------------------- | --------------------------- |
| Литовці        | 71.7%                       | 71.7                        |
| Поляки         | 12.1%                       | 12.1                        |
| Росіяни        | 9.9%                        | 9.9                         |
| Білоруси       | 2.0%                        | 2                           |
| Українці       | 0.9%                        | 0.9                         |
| Євреї          | 0.4%                        | 0.4                         |
| Татари         | 0.2%                        | 0.2                         |
| Латиші         | 0.1%                        | 0.1                         |
| Вірмени        | 0.0%                        |                             |
| Інше           | 0.6%                        | 0.6                         |
| Не вказана     | 2.1%                        | 2.1                         |

## Топоніми
2018 року одна з вулиць в районі Жверинас носить ім'я Бориса Нємцова, убитого 2015 року в Москві.